# Видигулфо
Видигулфо (итал. Vidigulfo) је насеље у Италији у округу Павија, региону Ломбардија.
Према процени из 2011. у насељу је живело 4735 становника. Насеље се налази на надморској висини од 86 м.

## Становништво
| 1931. | 1936. | 1951. | 1961. | 1971. | 1981. | 1991. | 2001. | 2011. |
| ----- | ----- | ----- | ----- | ----- | ----- | ----- | ----- | ----- |
| 2.563 | 2.700 | 2.754 | 2.683 | 3.003 | 3.026 | 3.199 | 4.231 | 5.933 |